# Notiothops noxiosus
Notiothops noxiosus is een spinnensoort uit de familie Palpimanidae. De soort komt voor in Chili.